# وضافة (حفاش)

تعديل مصدري - تعديل

وضافة هي إحدى قرى عزلة الملاحنة بمديرية حفاش التابعة لمحافظة المحويت، بلغ تعداد سكانها 418 نسمة حسب تعداد اليمن لعام 2004.